# Greci (Italia)
Greci (Katundi in arbëresh) è un comune italiano di 592 abitanti della provincia di Avellino in Campania.
Il borgo si caratterizza per le antiche tradizioni identitarie arbëreshë, uniche in tutta la regione dalla quale è tutelato per legge.
Greci ha conservato nei secoli l'antica lingua arbëreshe unitamente alla cultura, ai costumi e alle tradizioni originarie.

## Geografia fisica

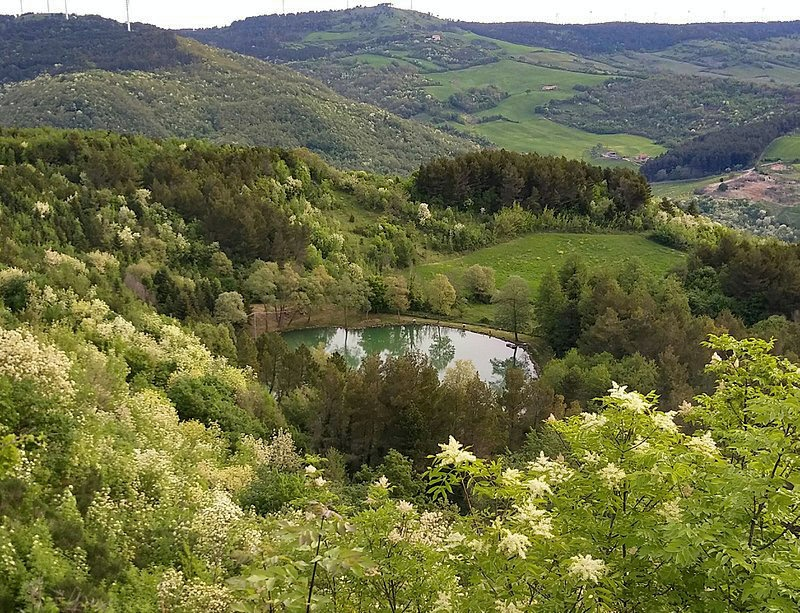
Veduta dal Monte Cervo; in primo piano il bosco Ripitella con uno scorcio del laghetto naturale Luza Aquafets, attestato fin dal '400.

Greci sorge a 821 m s.l.m. su di un'altura in posizione dominante sulla valle del Cervaro. Il territorio comunale, il più settentrionale della provincia, è costituito da campi, pascoli e boschi.
Le due selve in località Porcino e Ripitella (estese rispettivamente 80 e 40 ettari circa), presentano interessanti specie vegetali (essenzialmente latifoglie a dominanza di querce) e animali, quali la lepre, la beccaccia e la volpe.
Diversa è la composizione floristica dei boschi situati in località Serrone e Monte Cervo, estesi circa 20 ettari ciascuno e composti essenzialmente da conifere.

### Idrografia
Di carattere spiccatamente torrentizio, il fiume Cervaro lambisce il territorio comunale raccogliendo le acque di numerosi altri torrenti.
Caratteristico è poi il laghetto naturale Luza Aquafets che si estende per circa 3 500 m². L'esistenza del "lago di Greci" è storicamente attestata fin dal 1466.

### Clima
La stazione meteorologica di Ariano Irpino, situata a breve distanza e ad analoga altitudine, costituisce il riferimento per Greci. Il clima è di tipo temperato fresco con estati miti e piuttosto asciutte e inverni alquanto freddi con piovosità moderata e neve talvolta abbondante.

## Origini del nome
Deriva dal latino Graeci, ossia "greci", in riferimento alla popolazione greco-bizantina dalla quale ha avuto origine il borgo, già attestato nel 1039.
Gli abitanti di etnia albanese, sopraggiunti poi nel XV secolo, utilizzano invece il toponimo Katundi, che in lingua albanese significa appunto "il paese, il centro abitato".

## Storia

### Le origini bizantine
Nel luogo in cui sorge Greci vi erano stati i bizantini. Nel 535, l'imperatore di Costantinopoli Giustiniano, impegnato nelle guerre contro i Goti, inviò in Italia il proprio generale Belisario il quale vi fondò un gran numero di colonie, tra cui appunto Greci. Distrutto dai Saraceni (908), il borgo fu ricostruito nel 1039 per ordine di Pandolfo II, principe di Benevento. In epoca normanna divenne residenza del barone Gerardo, fratello del conte di Ariano e la baronia si estendeva a comprendere anche i borghi fortificati di Savignano e della Ferrara, entrambi ubicati sull'opposto versante della valle del Cervaro. Nei secoli che seguirono il territorio di Greci, seppur rivalutato in termini di estensione e importanza militare (divenne feudo di tre soldati), subì le vessazioni di baroni e feudatari locali che di volta in volta ne assunsero il controllo limitandone lo sviluppo economico e demografico. Il preesistente borgo cadde così in abbandono e lo stesso accadde per la Ferrara; quest'ultimo insediamento scomparve anzi per sempre. La baronia di Greci, Savignano e Ferrara è citata per l'ultima volta, quale parte della provincia di Principato Ultra, nel gennaio 1445.

### L'avvento degli albanesi
Di contro il territorio di Greci nella seconda metà del XV secolo fu interessato da una massiccia migrazione di popolazioni albanesi provenienti dai Balcani meridionali, chiamate arbëreshë, che erano giunte in Italia a seguito del condottiero Giorgio Castriota Scanderbeg. Questi sbarcò in Italia nel 1459 per aiutare re Ferdinando I di Napoli, figlio del suo amico e protettore Alfonso d'Aragona nella lotta contro il rivale Giovanni d'Angiò e i baroni suoi alleati. Le truppe di Scanderbeg, unitisi all'esercito di Ferdinando, contribuirono in maniera decisiva alla vittoria di quest'ultimo, in particolare in occasione della battaglia del 18 agosto 1462 combattuta tra Orsara, Troia e l'antico territorio di Terrastrutta, nei pressi di Celle San Vito. Il re, in segno di gratitudine, permise, a quanti tra gli esuli albanesi di rito greco lo desiderassero, di restare in Italia e di ripopolare il luogo. Tale invito rispondeva anche ad esigenze pratiche: gli arbëreshë avrebbero potuto vigilare sugli insediamenti francoprovenzali filo-angioini della vicina Valmaggiore.

### L'età moderna
A Greci il rito bizantino, che pur ancora sopravvive in altri comuni italo-albanesi dell'Italia meridionale, fu abolito, talvolta anche con atti molto violenti, dalle autorità dei paesi limitrofi, sia civili che religiose, con azioni di forza come quella operata dal cardinale di Benevento Orsini, in seguito divenuto papa Benedetto XIII. Tali azioni non impedirono tuttavia di preservare l'identità e la lingua arbëreshe, ancora parlata dagli abitanti. Tra le personalità più illustri spicca Leonardo De Martino (1840-1923), cantore della letteratura scutarina, missionario apostolico in Albania e maestro di lingua albanese, il quale nacque a Greci da una distinta famiglia arbëreshë.

## Monumenti e luoghi d'interesse

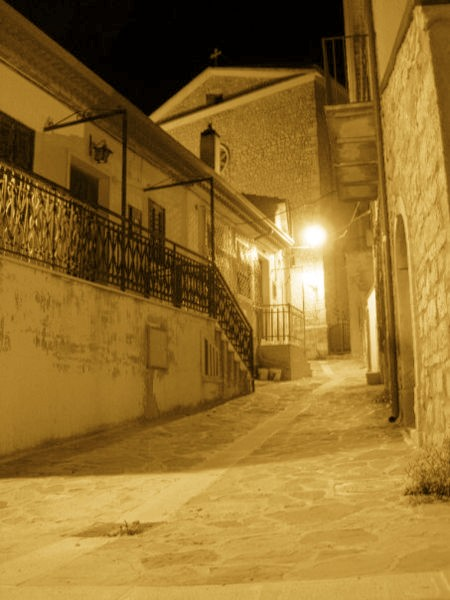
Uno scorcio del centro storico in notturna

Storicamente importanti le Halive, anche Kalive (="capanne", in lingua arbëreshe), antiche costruzioni tipiche con muri a secco, rimaneggiate nel tempo ma risalenti alla prima e alla seconda ondata migratoria dall'Albania (XV secolo-XVI secolo). Esse sorgono principalmente nel rione Breggo (="collina", in arbëreshe).

### Architetture religiose
- Chiesa Madre, dedicata al patrono San Bartolomeo Apostolo: la sua semplice architettura di tipo orientale fu stravolta nel Seicento, quando fu regolata secondo il rito latino e non più bizantino. Ricostruita alla fine del Seicento in stile romanico e a tre navate, la chiesa venne consacrata dal cardinale Vincenzo Maria Orsini, all'epoca arcivescovo di Benevento. All'interno si ammirano le statue di Maria Santissima del Caroseno e del Santo patrono Bartolomeo oltre a tele seicentesche, mentre il fonte battesimale è del 1706[12].

### Architetture civili

#### I Palazzi storici
- Palazzo Lauda (XVIII secolo), palazzo settecentesco, appartenne alla famiglia Lauda, giunta a Greci con le migrazioni arbëreshe.
- Palazzo Caccese (XIX secolo), palazzo ottocentesco, appartenne alla famiglia Caccese, originaria di Montecalvo Irpino. I Caccese, che rivendicano origini normanne, ebbero diverse proprietà tra Greci, Montecalvo e Gesualdo.
- Palazzo De Maio (XVIII secolo), palazzo che appartenne ai discendenti di Michele De Maio, governatore dei luoghi confinanti al tempo della dominazione spagnola.
- Palazzo Lusi (XVI secolo), palazzo cinquecentesco con cortile interno, rimaneggiato nel XVII secolo, venduto nel XX secolo dagli eredi Lusi al Comune di Greci e da allora divenuta sede municipale. La famiglia Lusi è stata tra le più importanti famiglie di Greci, già presente nel XIV secolo ad Ariano Irpino. La famiglia Lusi è di origine greco-albanese (Louzis/Λούζης), originaria probabilmente dell'isola di Corfù.

#### Le dimore rurali
Il casale Tre Fontane, situato lungo il tratturello Camporeale-Foggia a 3,5 km dal centro abitato, costituisce un esempio imponente dell'architettura rurale rinascimentale.

### Siti archeologici
Alle falde del monte Rovitello emerge una necropoli risalente all'epoca sannitica (VI-IV secolo a.C.), ricca di corredi funerari; nella stessa area sono presenti inoltre diverse tombe a fossa dell'età del ferro. Molti dei reperti rinvenuti sono in esposizione nel museo archeologico di Ariano Irpino.

## Società

### Evoluzione demografica
Abitanti censiti

### Etnie e minoranze straniere
Al 31 dicembre 2010 risultano residenti nel territorio di Greci 15 cittadini stranieri, pari all'1,94% della popolazione comunale, di 2 etnìe diverse:
- Albania 8
- Romania 7

### Lingue e dialetti
Greci è un comune bilingue poiché, accanto all'italiano, si parla l'antico albanese, ossia la lingua arbëreshe. Ad esempio, infatti, "benvenuti" si dice mirë sa edhët, "sì" è uaj, "no" è jo e perfino "Greci" si dice Katundi, che significa "il paese".
La popolazione locale è comunque in condizione di comprendere anche i vernacoli irpini (soprattutto il dialetto arianese) parlati nei paesi limitrofi. Viceversa, coloro che risiedono nelle aree circostanti non sono in grado di decifrare l'arbëreshë. Greci confina inoltre (sul lato settentrionale) con un'altra isola linguistica, quella francoprovenzale di Faeto.

### Religione
Il rito bizantino a Greci si è conservato intatto solo fino al XVII secolo, il periodo della massima oppressione da parte del clero latino italiano, che non tollerava la persistenza di legami con il patriarca di Costantinopoli.
Dell'antico rito originario rimangono la tradizione popolare del Vën Kurorë, il canto della Kalimera e la presenza di poche icone, come l'icona bizantina di san Nicolò di Myra con distici greco-albanesi. A decorrere dal 1997 il territorio comunale è incluso nella forania Miscano-Fortore-Cervaro della diocesi di Ariano Irpino-Lacedonia.

### Tradizioni e folclore

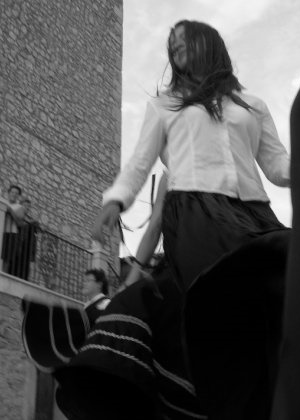
Danze e canti tradizionali Arbëreshë

#### Rito del matrimonio
Le tradizioni folcloristiche albanesi sono particolarmente vive durante il rito del matrimonio (martesia) religioso a Greci, e si svolge in questo modo: all'uscita dalla chiesa (kisha) gli sposi con gli invitati in corteo si recano a casa dello sposo, dove i genitori di questo offrono agli sposi da mangiare un pezzetto di pane e da bere del vino in un unico boccale, questo subito va distrutto, perché nessun altro possa bervi e per indicare l'indissolubilità del vincolo del sacramento del matrimonio. La tradizione ha origini ortodosse e albanesi.

#### Funerale
Durante il funerale (në lip-in lutto) invece i più stretti parenti piangono il defunto e a voce alta in lingua albanese (come gli antichi greci nelle tragedie greche) ne declamano i pregi e le virtù.

#### Il Dramma di San Bartolomeo

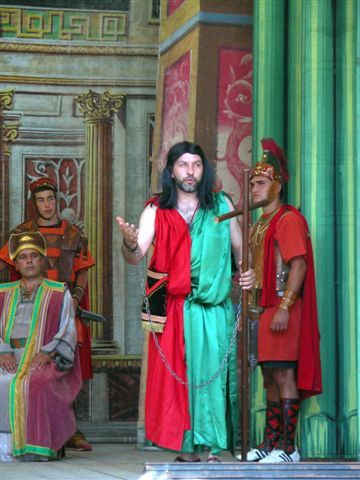
Dramma di San Bartolomeo

Ogni anno, in concomitanza con la festa patronale del 25 agosto, viene rappresentato dagli abitanti di Greci il Dramma sacro di San Bartolomeo Apostolo, una rielaborazione teatrale del martirio del santo. La rappresentazione affonda le proprie radici nel basso Medioevo, quando il dramma veniva improvvisato da attori locali seguendo canovacci di ispirazione popolare. Alla fine del XIX secolo, il dramma fu messo in versi dall'abate Luigi Lauda. Questi adottò come riferimento il Saul di Alfieri, da cui trasse ispirazione per la metrica ed il linguaggio. Una prima edizione dell'opera fu stampata nel 1881, mentre quella attualmente adottata fu pubblicata nel 1941 a New York ad opera di emigranti del paese.
L'opera, che si compone di cinque atti, narra in primo luogo dell'arrivo di San Bartolomeo in Armenia e della conversione del re Polimio al Cristianesimo. Poi della cattura del Santo da parte del fratello di Polimio, l'usurpatore Astiage, che, istigato dai sacerdoti locali, condanna al martirio l'Apostolo. Infine del duello tra Polimio ed Astiage, della morte di quest'ultimo e della definitiva conversione del regno al cristianesimo.

#### Kalimera
Il canto della "Kalimera", si svolge la sera del venerdì santo (E Prëmtja a Madha) in chiesa. È un canto che, con motivo tra la nenia e il pianto, rievoca la passione del Cristo dall'ultima cena alla morte in croce sul Golgota. Il canto è in lingua arbëreshe.

## Cultura

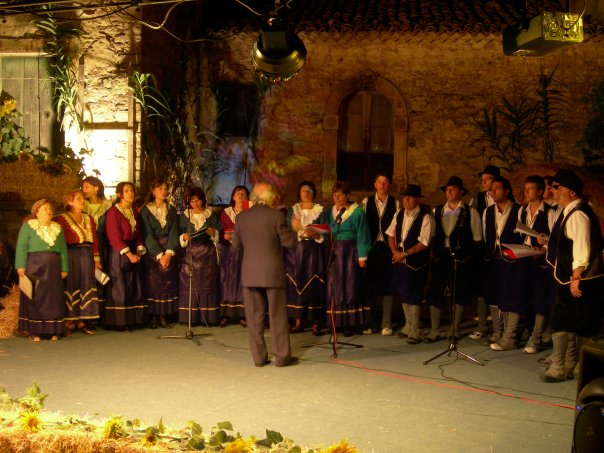
Associazione culturale "Katundi Zëmbra Jonë"

La rappresentazione in lingua italiana del dramma di San Bartolomeo, che si tiene nella piazza principale del paese in occasione della festa patronale del 25 agosto, costituisce un evento religioso e culturale di notevole interesse. L'organizzazione è curata dall'associazione culturale "Katundi Zëmbra Jonë"

### Musei
- PLEAG Palazzo Lusi Esposizione Archeologica Greci[17]
- Museo vedovato
- Mnemoteca

## Economia

### Agricoltura
Grazie alla fertilità e all'ampiezza del territorio comunale (oltre 30 km²), Greci basa la propria economia sul settore primario. Notevoli sono soprattutto le colture cerealicole (con conseguente produzione di pane, taralli e biscotti) e le attività zootecniche, dalle quali si ottengono salumi e prodotti caseari fra cui spicca il tipico caciocavallo. In località Ischia, favorita dal microclina della valle del Cervaro, si estendono invece vasti oliveti di una sottospecie tipica, i cui prodotti sono destinati all`estrazione di olio extravergine DOP "Irpinia - Colline dell'Ufita".

### Turismo

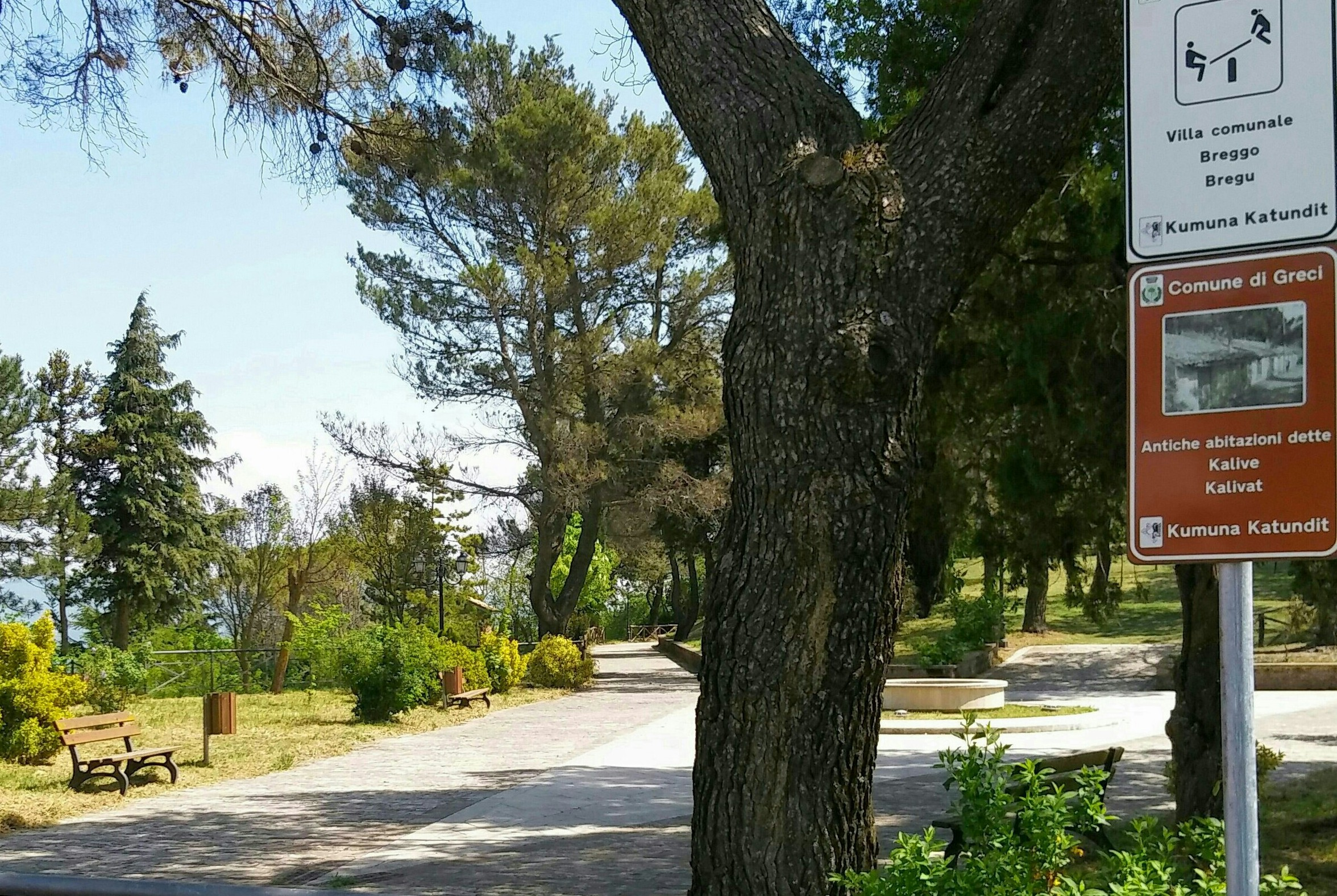
La villa comunale sull'altura del Breggo, in posizione dominante sulla vallata del Cervaro

La valle del Cervaro, percorsa dalla strada statale 90 delle Puglie e ricca di verde e di acque, costituisce un'importante risorsa naturalistica, unitamente al lago naturale Luza Aquafets.
Nelle aree rurali spiccano alcune masserie di epoca medievale o rinascimentale.
Notevole soprattutto la cinquecentesca masseria Tre Fontane, stazione di posta sul tratturello Camporeale-Foggia che ricalca il percorso dell'antica via Traiana. Tale direttrice ebbe notevole risalto durante tutto il medioevo, quando era parte integrante della via Francigena; ciò ha permesso al comune di entrare a far parte del distretto turistico "Viaticus" che si propone di incrementare lo sviluppo del turismo religioso.
Il centro abitato di Greci, che sorge in altura a 821 m s.l.m., è meta del turismo culturale di studiosi e linguisti, che mirano a studiare le caratteristiche fonetiche, morfologiche e sintattiche dell'albanese arcaico parlato dagli abitanti (ad esempio nella lingua arbëreshe di Greci la parola "lingua" si dice gjuhë come nell'albanese moderno, mentre "arrivederci" è mirë sa u pamë a Greci, ma mirupafshim nell'albanese moderno).

## Infrastrutture e trasporti

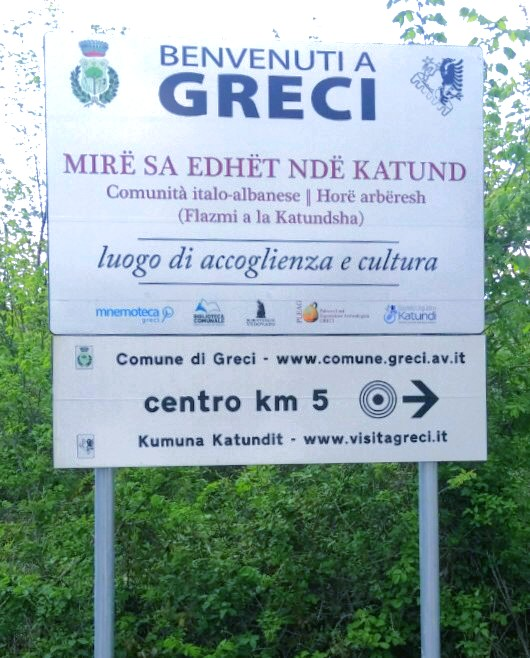
Segnaletica all'incrocio tra la SS 90 e la strada provinciale che conduce al borgo

### Strade
Il comune è situato quasi all'incrocio fra la strada statale 90 delle Puglie e la strada statale 90 bis, le quali consentono facili collegamenti con Avellino, Foggia e Benevento (città equidistanti circa 50 km da Greci).
La strada provinciale che raggiunge il borgo prosegue quindi verso Faeto e Celle di San Vito, ove è stanziata un'altra importante minoranza linguistica, quella franco-provenzale della Valmaggiore.

### Mobilità
Le autolinee AIR effettuano collegamenti giornalieri feriali con Ariano Irpino, distante meno di 20 km.

## Amministrazione

### Altre informazioni amministrative
Il comune fa parte della Comunità montana dell'Ufita.